# Mammillaria sartorii
Mammillaria sartorii là một loài thực vật có hoa trong họ Cactaceae. Loài này được J.A.Purpus mô tả khoa học đầu tiên năm 1911.